# Coloman Braun-Bogdan
Coloman „Cibi“ Braun-Bogdan (* 13. Oktober 1905 in Arad, Österreich-Ungarn, heute Rumänien; † 15. März 1983 ebenda) war ein rumänischer Fußballspieler, -trainer, Sportfunktionär und Autor.

## Karriere als Spieler
Coloman Braun-Bogdan begann mit dem Fußballspielen 1915 bei AMEF Arad. Er wechselte von dort 1932 zu Racing Calais in die französischen 2. Profiliga. 1934 kehrte er nach Rumänien zurück und war noch bis 1940 bei Juventus Bukarest in der Divizia A als Spielertrainer aktiv.

## Nationalmannschaft
Braun-Bogdan spielte kein einziges Mal für die rumänische Nationalmannschaft. Er war jedoch von Alexandru Săvulescu in das Aufgebot für die Fußball-Weltmeisterschaft 1938 berufen worden.

## Karriere als Trainer
Braun-Bogdans Trainerkarriere begann bereits 1928 zu seiner Zeit als aktiver Spieler. Er nahm 1933 an Kursen einer Fußballschule im britischen Folkestone teil und absolvierte 1940 die Trainerausbildung an der rumänischen Fußballschule O.N.E.F. In der Zwischenzeit hatte er ab 1934 bereits Erfahrungen bei Juventus Bukarest und Sportul Studențesc gemacht. Mit letzterem Verein hatte er sogar 1937 den Aufstieg in die Divizia A geschafft. 1940 beendete er sein Engagement bei Juventus und wechselte in die Divizia B zu Jiul Petroșani, mit dem ihm 1941 ebenfalls der Aufstieg in die Divizia A gelang. Die Unterbrechung des Spielbetriebs durch den Zweiten Weltkrieg sorgte dafür, dass er erst fünf Jahre später die Früchte seiner Arbeit ernten konnte. Nach der Hinrunde der Saison 1946/47 wechselte er zu CFR Bukarest. Das war unter anderem auch dadurch bedingt, dass er seit 1945 des Öfteren in den Trainerstab der Nationalmannschaft berufen worden war. Dieser setzte sich in jener Zeit von Länderspiel zu Länderspiel neu zusammen und Braun-Bogdan gehörte ihm bis 1952 insgesamt acht Mal an. Im Sommer 1947 übernahm er als erster das Training bei dem neu gegründeten Verein ASA Bukarest (später Steaua Bukarest). In der Winterpause der Saison 1947/48 wechselte er zu Ciocanul Bukarest. Dieser Verein fusionierte am Ende der Saison mit Unirea Tricolor MAI Bukarest zu Dinamo Bukarest und Braun-Bogdan wurde auch dessen erster Trainer. Im Jahr 1952 übernahm er Flamura Roșie UT Arad, mit dem er 1953 den nationalen Pokal und 1954 die Meisterschaft gewann. Vier Jahre später kehrte Braun-Bogdan zu dem inzwischen in UTA Arad umbenannten Verein zurück und trainierte ihn bis 1960. Die Saison 1962/63 verbrachte er bei Știința Timișoara, bevor er ein letztes Mal UTA Arad übernahm und ihn bis zur Winterpause der Saison 1964/65 trainierte. Laut eigener Aussage war Braun-Bogdan auch Trainer von Gloria Arad und Victoria Cluj, vermutlich vor dem Zweiten Weltkrieg.

## Erfolge

### Als Spieler
- WM-Teilnehmer: 1938

### Als Trainer
- Rumänischer Meister: 1954
- Rumänischer Pokalsieger: 1953

## Sonstiges
Parallel zu seiner Trainerkarriere arbeitete Braun-Bogdan nach dem Zweiten Weltkrieg im rumänischen Fußballverband. Er war Mitglied der Führungsriege sowie Vorsitzender des Trainerkollegs und hatte zwischen 1939 und 1950 vier Lehrgänge für jugendliche Fußballer geleitet. Braun-Bogdan schrieb drei zum Teil autobiographische Fußballbücher:
- Fotbal...în glumă („Fußball ... im Spaß“), erschienen 1974 im Verlag Stadion,
- Din lumea balonului rotund („Aus der Welt des runden Balls“), erschienen 1976 im Verlag Sport-Turism,
- Fotbalul poveste veche („Fußball, eine alte Geschichte“), erschienen 1981 im Verlag Sport-Turism.

Braun-Bogdans Sohn Coloman Braun war Fußballschiedsrichter in der Divizia B.